# 賓士先生
《賓士先生》是史蒂芬·金於2014年推出的推理小說，他稱此書為他的第一部冷硬派作品。是「比爾·霍吉斯三部曲」（Bill Hodges Trilogy）的首部曲，贏得了2015年愛倫·坡獎的最佳小說獎。
同名电视剧改编自比爾·霍吉斯三部曲（Mr. Mercedes、Finders Keepers、End of Watch）。

## 故事簡介
比爾·霍吉斯是一名退休警探，每天在家百無聊賴，突然收到自認賓士殺人案的兇手的自白信，結果比爾被賓士先生激怒了，決心一定要逮捕賓士先生。由於比爾已經退休，他只好從地下的方法追查兇手，組成了自己的偵探團。賓士先生越來越激進，所露的破綻亦越來越多，最終比爾及伙伴在賓士先生發動自殺式襲擊前將他擒獲。

## 改編
2015年1月，宣布《賓士先生》將被改編為迷你影集。大衛·E·凱利預定撰寫劇本，而傑克·本德將會執導。凱利與史蒂芬·金皆將成為影集的執行製作人。2017年10月，Audience電視網宣布影即將續約第二季，並將《賓士先生》原作小說的劇情進行完結。影集第三季於2019年9月至11月播出。